# Cayo Santiago
Cayo Santiago, auch bekannt als Monkey Island, ist eine unbewohnte Insel im Karibischen Meer, die sich 950 m südöstlich von Punta Santiago, Humacao, Puerto Rico befindet. Sie erstreckt sich über 600 Meter von Norden nach Süden und 400 Meter von Osten nach Westen einschließlich der flachen nordöstlich gelegenen Halbinsel, die mit der Hauptinsel nur durch einen engen sandigen Isthmus verbunden ist.
Die Insel gehört zum Barrio (Stadtbezirk) Punta Santiago der Stadt Humacao.